# Peter Tak
Peter Tak (1944) is professor-emeritus aan de Universiteit van Nijmegen en een nationaal en internationaal erkend specialist in de straf(-proces)rechtelijke rechtsvergelijking met Noord- en West-Europese rechtsstelsels. 
Na zijn rechtenstudie aan de (nu) Tilburg University (1963-1968) studeerde hij de publiekrechtelijke onderdelen van het Duitse recht aan de Wilhelmsuniversität te Freiburg i.Br (BRD) en schreef hij aan het gerenommeerde Max Planck Institut für ausländisches und internationales Strafrecht in dezelfde stad zijn proefschrift getiteld: Het vervolgingsbeleid in de Duitse Bondsrepubliek. Een onderzoek naar de uitzonderingen op het legaliteitsbeginsel (par. 153-154d Strafprozessordnung), Tjeenk Willink 1973.
Van 1973 tot 1976 was hij officier van justitie bij de arrondissementsrechtbank te ’s-Hertogenbosch. Vanaf 1976 tot aan zijn pensionering bezette hij aan de (nu) Radboud Universiteit de Leerstoel Inleiding tot de rechtswetenschap. Zijn onderzoeksprogramma was geconcentreerd op de strafvorderlijke rechtsvergelijking met de Noord- en West-Europese rechtssystemen.
Hij heeft op verzoek van het Nederlandse Ministerie van Justitie (en Veiligheid) en van de Commissie `Herijking Wetboek van Strafvordering, het College van Procureurs Generaal en de Raad voor de Rechtspraak diverse rechtsvergelijkende rapporten geschreven ter voorbereiding van belangrijke wetgevingsprojecten zoals over de Duitse wijze van afdoening van verkeersmisdrijven en verkeersovertredingen (1976, ter voorbereiding van de Wet Mulder), over vormverzuimen (1992), over buitenlandse DNA wetgeving, over kroongetuigen en de georganiseerde misdaad (1994), en over de bijzondere opsporingsmethoden (1996 en 2000, Falcone programma). In die rapporten werden meerdere rechtstelsels in de vergelijking betrokken, waaronder altijd het Duitse stelsel.
Daarnaast schreef en redigeerde hij op verzoek van de Raad van Europa, de Europese Unie en de Verenigde Naties een twintigtal rechtsvergelijkende studies, waaronder The Legal Scope of Non Prosecution in Europe (UN HEUNI 1986), Heimelijke opsporing in de EU (EU 2000), en Tasks and Powers of the Prosecution Services in the EU Member States (EU College van PG, 2004). Zijn benchmark studie Duitsland-Nederland en de afdoening van strafzaken (2002) liet grote verschillen zien tussen beide rechtstelsels.
Op verzoek van het Duitse Bundesverfassungsgericht schreef hij in 2011 een Gutachten over de Überlassung mit behördlicher Unterbringung voor de zitting van het Hof over de verfassungskonformität der Regelung der nachträglichen Sicherungsverwahrung.
Op het VN instituut (UNAFEI) in Tokyo was hij regelmatig als ad hoc expert actief en gaf cursussen aan rechters en officieren van justitie uit de landen van Azië en de Pacific. Hij was eveneens lange tijd actief in de International Association of Prosecutors en mocht tweemaal ter opening van een internationaal congres van de IAP de keynote speech houden, o.a. over de uitgangspunten voor de vervolging (Parijs, 2006). Hij was Secretary General van de International Penal and Penitentiary Foundation, een van de grote internationale strafrechtelijke verenigingen die een consultatieve status hebben bij de VN en de Raad van Europa, en schreef in totaal meer dan dertig boeken, waarvan enkele in het Japans en Chinees zijn vertaald. 
Prof. Tak trad en treed nog met enige regelmaat op voor radio en tv, veelal om uitleg te geven over strafzaken. Zo sprak hij over de Deventer moordzaak, de vervolging van de Hells Angels en de zaak tegen de Hofstadgroep. Hij was redacteur van het vaktijdschrift Nederlandse Jurisprudentie en buitenlandcorrespondent van drie internationale juridische tijdschriften. Tal van artikelen over Nederlandse en buitenlandse strafrechtelijke systemen van zijn hand zijn gepubliceerd in nationale en buitenlandse reviews. Zijn interesses liggen op verschillende gebieden, zoals medisch-juridische vraagstukken, georganiseerde misdaad en buitenlandse strafrechtelijke systemen. Professor Peter Tak diende als getuige-deskundige inzake Nederlands en buitenlands strafrecht aan Nederlandse, Duitse en Britse rechtbanken.
Op 12 december 2008 ging Peter Tak met emeritaat. 